# El Paso Museum of History
L'El Paso Museum of History è un museo di El Paso negli Stati Uniti ed è una collezione permanente sulla storia di El Paso.
Si compone di cinque gallerie che rappresentano 400 anni di storia di Confine tra Messico e Stati Uniti. Le due gallerie del primo piano sono dedicate al Messico, alle prime esplorazioni spagnole prima dell'arrivo del Mayflower e ai vigili del fuoco di El Paso. Le gallerie al secondo piano ospitano uno spazio espositivo dedicato ai privati e alle aziende che hanno influenzato la vita a El Paso, una serie di manufatti antichi, racconti e foto dei quartieri.
Il museo è aperto tutti i giorni dalle 10:00 alle 18:00.